# 기욤 드 마쇼

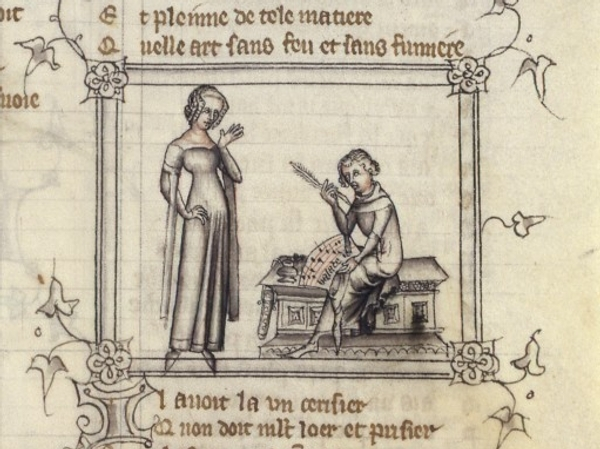

기욤 드 마쇼(Guillaume de Machaut, 1300? ~ 1377년)는 중세 프랑스의 시인이자 작곡가이다. 왕의 종군 사제였으며 성직자의 직업을 갖고 활동하였고, 광범위한 형식의 음악을 작곡했으며, 특히 모테트의 발전에 영향을 주었다. 15세기 시인들이 그의 시를 높이 평가하고 모방하였다. 모테트 외에도 대표곡으로 미사곡 "노트르담(Notre Dame)"과 론도 형식의 "나의 마지막은 나의 시초(Ma fin est mon Commencement)"가 있다.
그의 노트르담 미사는 당시 흔치 않던 4성부로 작곡되었으며 중세의 미사 중 최대규모이다. 통상문 5부분을 하나로 묶은 최초의 작품이다.